# Respirar (canção de Sandy)
"Respirar" é uma canção da cantora e compositora brasileira Sandy, gravada para o seu segundo álbum ao vivo, Meu Canto (2016). A canção foi composta por Sandy, Daniel Lopes (vocalista da banda Reverse) e o músico e produtor Lucas Lima. A faixa foi lançada como o segundo single do álbum Meu Canto em maio de 2017 e é uma das cinco canções inéditas contidas nele. A versão de estúdio está presente num EP homônimo ao álbum, que contém as faixas inéditas do projeto em versão de estúdio.

## Composição
"Respirar" é uma canção derivada do gênero pop que fala sobre otimismo, coragem e superação e foi composta por Sandy em parceria com o músico Lucas Lima e o vocalista da banda Reverse, Daniel Lopes. Sandy conheceu o trabalho de Daniel durante a segunda temporada do reality musical Superstar, da TV Globo, onde integrou a bancada de jurados. Após a eliminação da banda Reverse da competição, Sandy convidou o vocalista do grupo ao vivo para que pudessem compor uma canção juntos. Lopes aceitou prontamente o convite e da parceria deles com Lucas (marido e produtor musical de Sandy), nasceu a canção "Respirar" que, segundo a cantora, passa uma "mensagem de positividade".

## Lançamento e divulgação
A canção foi lançada oficialmente no dia 5 de maio de 2017, juntamente com seu videoclipe e o EP Meu Canto.
Como parte da divulgação do CD e DVD Meu Canto, a música teve sua primeira performance televisionada no programa Legendários, da Rede Record, no dia 3 de setembro de 2016; apesar de não ter sido lançada de fato nesta época. Dois dias depois, foi ao ar no programa The Noite (SBT) a segunda performance da música na TV. No dia 10 de maio de 2017, ocorreu a primeira apresentação televisionada da canção após seu lançamento oficial; Sandy cantou a música no Encontro com Fátima Bernardes, da Rede Globo. Na mesma emissora, ela também interpretou a canção no Caldeirão do Huck. Em 20 de junho, Sandy cantou a música no Dancing Brasil, da Rede Record. Ela também se apresentou com a canção no Teleton, do SBT.

## Videoclipe
O videoclipe de "Respirar" foi gravado entre os dias 11 e 14 de março de 2017 na cidade de São Paulo, com direção de Santiago Paestor e produção da Okent Films. Seu lançamento ocorreu no dia 5 de maio de 2017 através do canal Vevo da cantora. Sandy comentou o clipe dizendo que ele "[...] passa uma mensagem muito positiva de força, de coragem, de não desistir nos primeiros obstáculos, assim como a música passa uma mensagem de positividade. A gente fez três diárias, mostra histórias de várias pessoas e algumas cenas comigo também. São historinhas simultâneas acontecendo com pessoas diferentes." Após seu lançamento, o videoclipe atingiu o primeiro lugar no chart de vídeos musicais da loja virtual iTunes Brasil.
O diretor do videoclipe, Santiago Paestor, disse o seguinte:
| “ | "A música me deu uma percepção sobre encarar de outra forma os problemas e desafios pessoais do nosso cotidiano, por menores que sejam. A ideia foi juntar diversas situações e mostrar que, no final, não se trata sobre o resolver ou alcançar o objetivo em si, mas sim como encarar o caminho até ele." | ” |